# Laura Montoya Upegui
Laura Montoya Upegui (řeholním jménem: Laura od svaté Kateřiny Sienské) (26. května 1874, Jericó – 21. října 1949, Belencito) byla kolumbijská římskokatolická řeholnice a zakladatelka Sester misionářek Neposkvrněné Panny Marie a svaté Kateřiny Sienské.

## Život

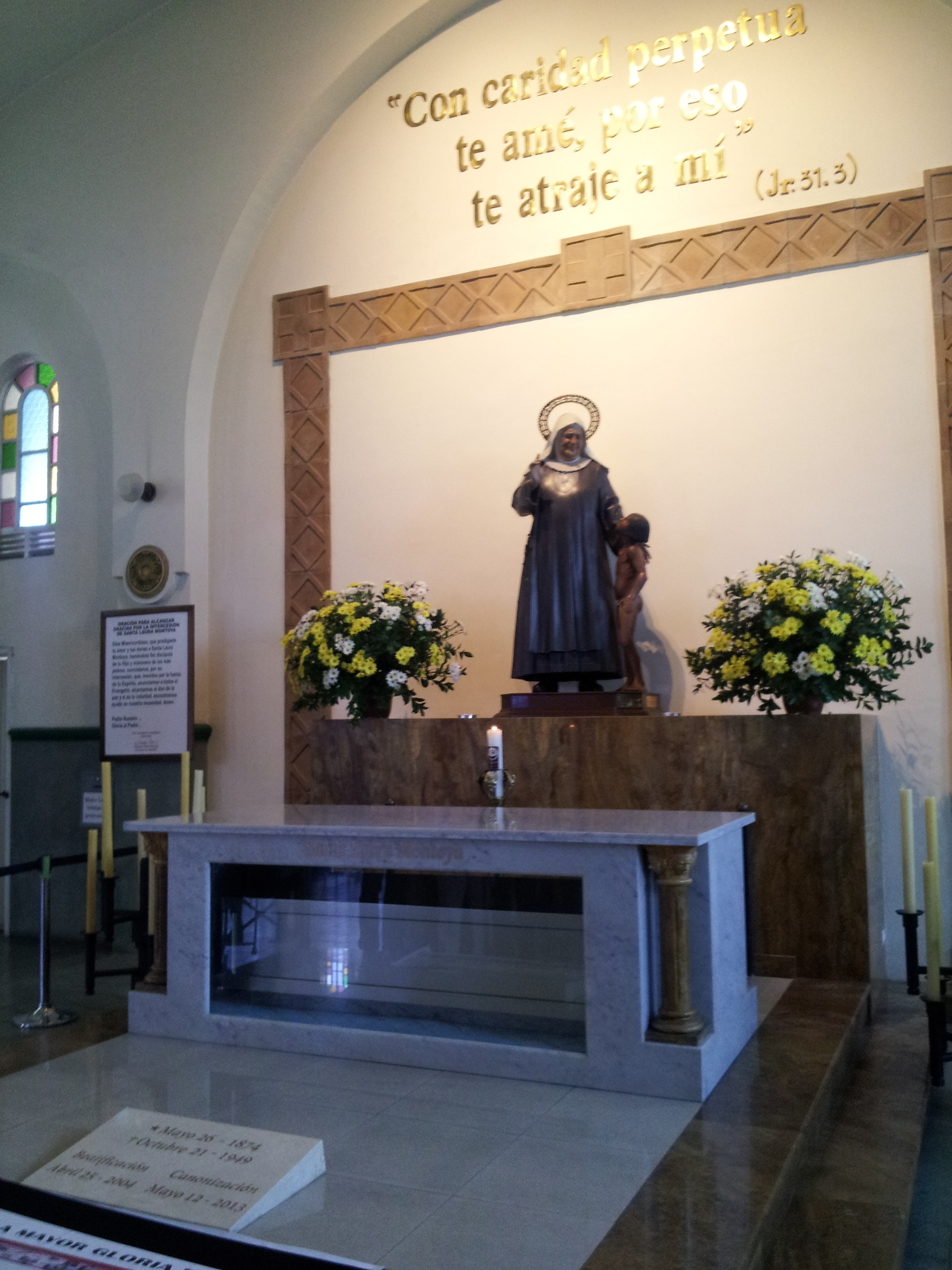
Hrob svaté Laury

Narodila se 26. května 1874 v Jericu, hluboce věřícím rodičům Juanovi de la Cruz Montoya a Dolores Upegui. Ve stejný den byla pokřtěna a dostala jméno María Laura od Ježíše. Když jí byly dva roky, její otec byl zavražděn během bratrovražedné války při obraně víry a vlasti. Jejich majetek byl zabaven a rodina byla odsouzena k životu v extrémní chudobě. Matka jí naučila odpouštět a tříbit vlastní charakter křesťanským vnímáním. Od mládí prožívala silné vnitřní zkušenosti trinitárního charakteru a projevila se u ní trvalá náklonnost k mystické dimenzi jejího duchovního života.
Když v šestnácti letech osiřela, vstoupila do „Normal de Institutoras“ v Medellíně. Po skončení studia cítila povinnost uskutečnit to, co sama nazývala „Dílo pro Indiány“. Roku 1907, když se zdržovala v Marinille psala: „Viděla jsem se v Bohu, který mě zmocňoval svým otcovstvím. Intenzivně jsem cítila, že mě chce udělat matkou nevěřících. Způsobovali mi bolesti jako skutečné děti.“
Proto roku 1914 s podporou biskupa Santa Fe de Antioquia Mons. Maximiliana Crespa Rivery, založila Kongregaci „Sester misionářek Neposkvrněné Panny Marie a svaté Kateřiny Sienské“. Pochopila že Indiáni mají stejnou lidskou důstojnost a Boží povolání.
Posledních devět let svého života prožila na vozíčku, pokračujíc v apoštolátě slovem a písmem. Po dlouhé agónii zemřela 21. října 1949.

## Proces svatořečení
Její proces byl otevřen 24. června 1963. Dne 22. ledna 1991 byla prohlášena Ctihodnou. Blahořečena byla 25. dubna 2004 a svatořečena 12. května 2013.